# Rory Gallagher
Rory Gallagher, właśc. William Rory Gallagher (2 marca 1948 w Ballyshannon, zm. 14 czerwca 1995 w Londynie) – irlandzki gitarzysta bluesowy i rockowy, wirtuoz instrumentu, autor tekstów. Sprzedał ponad 30 milionów płyt.

## Życiorys
Urodził się w Ballyshannon w hrabstwie Donegal, lecz dorastał na południu Irlandii w mieście Cork. Obcowanie z folkiem irlandzkim odegrało ogromny wpływ na ukształtowanie się jego stylu gitarowego.
W 1966 roku stworzył blues-rockowe trio Taste, w którym pełnił rolę wokalisty oraz gitarzysty grającego na gitarze prowadzącej. Współpracował z najwybitniejszymi przedstawicielami gatunku takimi jak Roger Glover (basista Deep Purple), Muddy Waters, Junior Wells czy Jerry Lee Lewis. W 1971 roku, po rozpadzie grupy Taste, rozpoczął swoją solową karierę, a towarzyszyli mu basista Gerry McAvoy i perkusista Wilgar Campbell. Jego prawą ręką był klawiszowiec Lou Martin, który podczas koncertów dostarczał Gallagherowi tematów do gitarowych improwizacji, sam także często improwizował.
Rory Gallagher sprzedał na całym świecie ponad 30 milionów płyt, ale uznanie fanów zyskał głównie dzięki swoim występom „na żywo” przed publicznością. Jego występy cechowała niespotykana u innych wykonawców żywiołowość i charyzma, wirtuozeria instrumentu oraz długie improwizacje (także wokalne) z użyciem najróżniejszych, spontanicznie wykorzystywanych, technik.
Uznawany jest za prekursora hard rocka oraz, dzięki oryginalnemu wizerunkowi scenicznemu (wytarte spodnie, naciągnięta kraciasta koszula, starty lakier z gitary), także grunge'u. Gallagher grał również irlandzki folk i jazz-rock. Oprócz wielu własnych kompozycji (z czego najbardziej znane to: „A Million Miles Away”, „Tatoo'd Lady”, „Bad Penny”, „Shadow Play” i „Moonchild”) wykonywał także standardy bluesowe, między innymi Muddy Watersa („I Wonder Who”, „Gypsy Woman”), J.B. Hutto’ego („Too Much Alcohol”), Tony’ego Joe White’a („As the Crow Flies”), Blind Boy Fullera („Pistol Slapper Blues”), Otisa Rusha („It Takes Time”) oraz „Bullfrog Blues”. Twórczość Gallaghera wywarła duży wpływ na takich muzyków jak Joe Bonamassa, The Edge z U2, Slash z Guns N’ Roses, Johnny Marr z The Smiths, Glenn Tipton z Judas Priest czy Brian May z Queen. W 1975 roku był brany pod uwagę jako następca Micka Taylora w brytyjskiej grupie rockowej The Rolling Stones, oraz w zespole Deep Purple po odejściu Ritchie Blackmore’a.
W 1972 zajął pierwsze miejsce na liście Melody Maker's Top Musician of the Year, detronizując tym samym Erica Claptona. Do końca lat 70. regularnie wydawał nowy materiał, w latach 80. jednak jego kariera zwolniła, przez ostatnie 15 lat życia wydał jedynie 3 albumy. We wrześniu roku 1976 odwiedził Polskę, dając trzy koncerty (w Gdańsku, Katowicach i Warszawie).
Rory był typem outsidera, człowieka pochłoniętego twórczością, który stronił od bliskich relacji międzyludzkich. Mimo to nawiązał wiele prywatnych i scenicznych znajomości z takimi muzykami jak Van Morrison, Eric Clapton czy Jimmy Page. W swoich tekstach wyrażał ideał wolności i życia w drodze. Często śpiewał również o byciu bluesmanem, bywalcem motelów, pubów i ulicy („Too Much Alcohol”, „Bourbon”, „Tatoo'd Lady”). Nigdy się nie ożenił ani nie miał dzieci. Zmarł w wyniku powikłań po przeprowadzonym przeszczepie wątroby w 1995 roku.
W Ballyshannon znajduje się poświęcone mu muzeum.

## Instrumenty

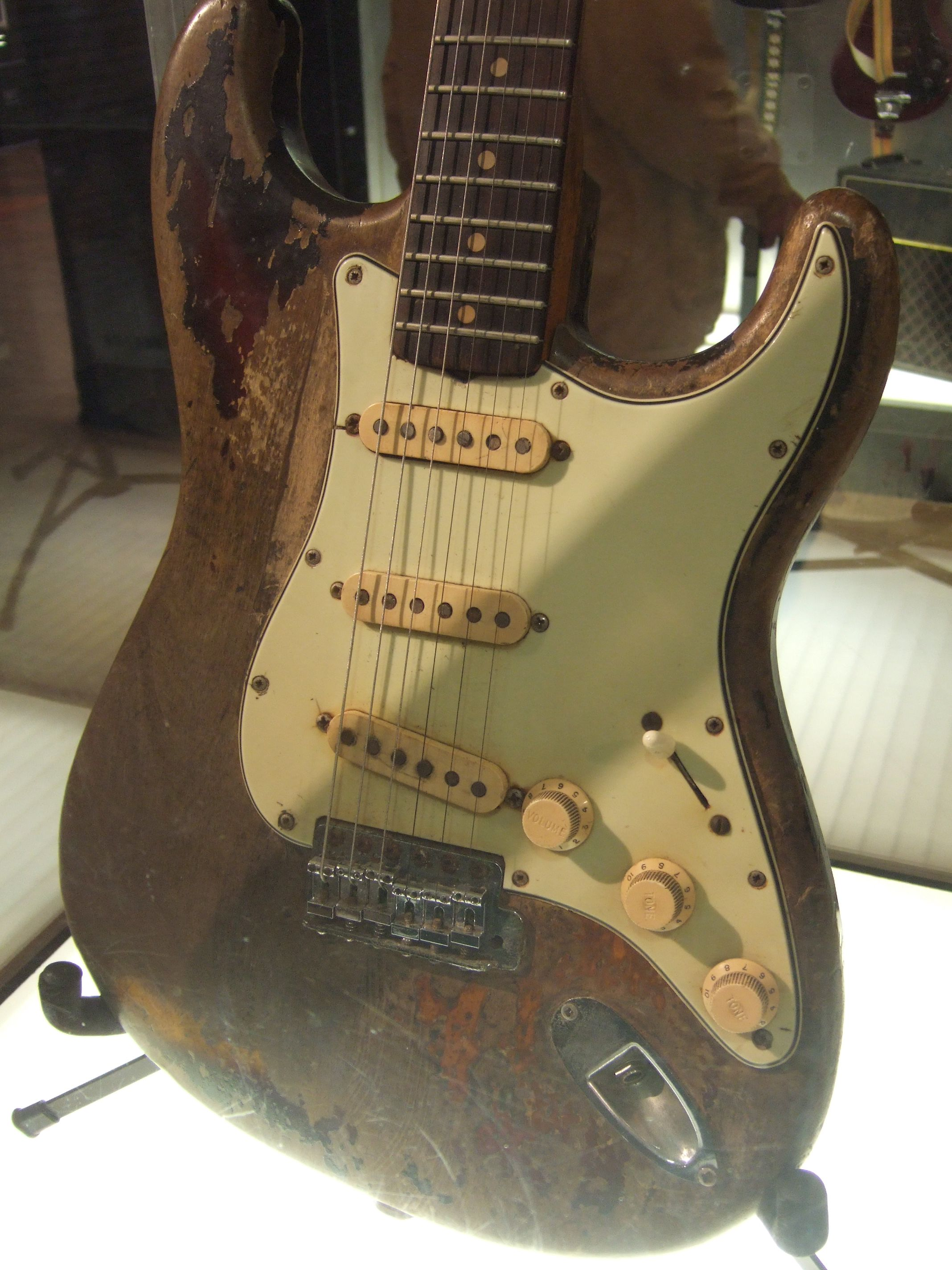
Fender Stratocaster Gallaghera na wystawie w Irlandii

Gallagher używał przede wszystkim własnoręcznie modyfikowanego Fendera Stratocastera z 1961 roku. Rzadziej używanymi gitarami były: Fender Telecaster, Fender Esquire, National Resonator czy Danelectro Silvertone. Utwory akustyczne wykonywał na Martinie D35 i Electro-Acoustic Takamine.

## Dyskografia
Zobacz też dyskografię zespołu Taste.

### Albumy studyjne
- Rory Gallagher (1971)
- Deuce (1971)
- Blueprint (1973)
- Tattoo (1973)
- Against the Grain (1975)
- Calling Card (1976)
- Photo Finish (1978)
- Top Priority (1979)
- Jinx (1982)
- Defender (1987)
- Fresh Evidence (1990)
- Notes From San Francisco (2011)

### Albumy na żywo
- Live in Europe (1972)
- Irish Tour (1974)
- Stage Struck (1980)
- BBC Sessions (1999)
- Wheels Within Wheels (2003)
- Live at Montreux (2006)
- Notes From San Francisco (2011)

## Filmografia
- Message to Love: The Isle of Wight Festival (mat. archiwalne, 1997, film dokumentalny, reżyseria: Murray Lerner)[5]